# Милисав Кољеншић
Милисав Кољеншић (Сретња, код Даниловграда, 31. децембар 1912 — Београд, 26. март 1963) био је учесник Народноослободилачке борбе и генерал-мајор ЈНА.

## Биографија
Рођен је у селу Сретња, код Даниловграда, 31. децембра 1912. године.
Пре Другог светског рата бавио се адвокатуром. Године 1941. приступио је Народноослободилачкој војсци Југославије и Комунистичкој партији Југославије (КПЈ). Током рата био је политички комесар више јединица. Био је један од организатора Тринаестојулског устанка у свом крају, а остао је у Црној Гори и након слома устанка. Током 1942. је као партијски радник радио на терену, а почетком 1944. је распоређен за политичког комесара батаљона. Касније постаје политички комесар Девете црногорске бригаде. Са те дужности је фебруара 1945. премештен на радно место у Одељење за заштиту народа (ОЗН), где је на многим задацима радио као организатор и руководилац.
После рата је задржао своје место у новооснованој Управи државне безбедности (УДБ), одакле је радио у помагању рада ЈНА и школовању нових кадрова службе безбедности. У неком периоду се оженио и имао потомство. Касније је завршио Вишу војну академију Југословенске народне армије. После рата био је начелник Одељења Контраобавештајне службе и начелник Центра безбедности школе.
Извршио је самоубиство 26. марта 1963. године. Вест у Борби која је покрила ову вест није навела да је извршио самоубиство, већ да је несрећним случајем изгубио живот. Сахрањен је у Алеји народних хероја на београдском Новом гробљу. Поред њега по смрти је сахрањена његова супруга Христина Китка Кољеншић (1922—2017).
По њему је названа основна школа у Даниловграду, која се некад погрешно назива Милосав Кољеншић.
Носилац је Партизанске споменице 1941. и следећих југословенских одликовања, међу којима су — Орден заслуга за народ са златном звездом, Орден братства и јединства са златним венцем, Орден партизанске звезде са сребрним венцем, Орден народне армије са златном звездом и Орден за храброст.